# David Stephenson Rohde
David Stephenson Rohde (ur. 1967) – amerykański dziennikarz śledczy piszący dla The New York Times. Od lipca 2002 do grudnia 2004 był współnaczelnym południowoazjatyckiego biura Timesa znajdującego się w New Delhi. W 1996 roku, będąc reporterem Christian Science Monitor, otrzymał Nagrodę Pulitzera za sprawozdanie na temat masakry w Srebrenicy. Drugą Nagrodę Pulitzera otrzymał jako członek zespołu Timesa raportującego sytuację w Afganistanie i Pakistanie.
Został porwany przez Talibów w listopadzie 2008. Udało mu się uciec w czerwcu 2009 po siedmiu miesiącach niewoli, w czasie której The New York Times był w zmowie z innymi organizacjami informacyjnymi, w tym również z Wikipedią. Celem tej zmowy było utrzymywanie wiadomości na temat porwania poza głównymi mediami.